# Nikolai-Watutin-Denkmal

Nikolai-Watutin-Denkmal, 2015

Das Nikolai-Watutin-Denkmal war ein Denkmal für den Armeegeneral Nikolai Watutin in Kiew. Im Zuge der De-Russifizierung der Ukraine wurde es am 9. Februar 2023 abgebaut.

## Geschichte
Nach seinem Tod wurde Watutin im Marijinskyj-Park nahe des ukrainischen Parlaments begraben. 1948 wurde das endgültige Monument errichtet. Es wurde von Jewgeni Wutschetitsch gestaltet und trug die Inschrift „General Watutin das Ukrainische Volk“. 2010 wurde dem Monument der Denkmal-Status zuerkannt. 2015 versuchte Watutins Tochter Elena, die Exhumierung und Beisetzung in Moskau zu erreichen, da sich die Familie unzufrieden mit der öffentlichen Verbindung der ukrainischen Regierung mit Stepan Banderas Erbe zeigte, dessen Truppen Watutin umgebracht hatten. Das Vorhaben scheiterte. 
Im Februar 2023 wurde dem Monument der Denkmal-Status aberkannt und es wurde abgebaut. Dem Grab wurde im November 2023 der Denkmalschutz aberkannt.